# Auxílio Brasil

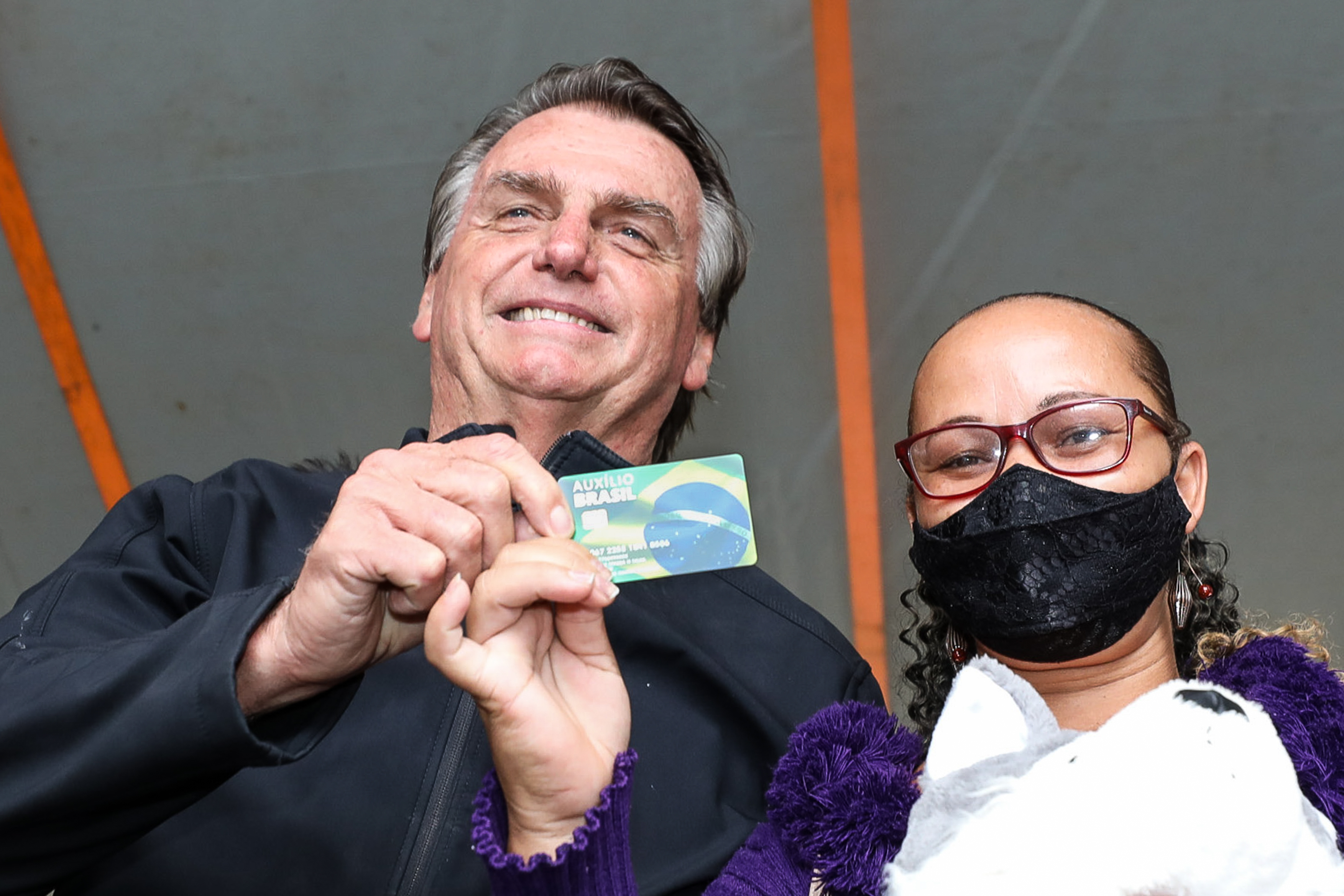
Jair Bolsonaro segurando o cartão do Auxílio Brasil

O Auxílio Brasil foi um programa de transferência de renda instituído durante  o Governo Jair Bolsonaro em 20 de outubro de 2021. Após uma longa tramitação no Legislativo, Bolsonaro sancionou, com vetos, a lei que criou oficialmente o Auxílio Brasil, no dia 20 de outubro de 2021. O programa substituiu o Bolsa Família criado durante o Governo Lula.
Após Lula ser eleito presidente novamente em 2022, foi anunciado que o programa voltaria a se chamar Bolsa Família.
Em 2023, ocorreu o re-lançamento do Bolsa Família, com a promessa de um auxílio mínimo de 600 reais, valor do Auxílio Brasil até dezembro de 2022.

## História
Em julho de 2020, o ministro da Economia Paulo Guedes propôs um novo programa para substituir o Bolsa Família e outros programas sociais. O programa, denominado "Renda Brasil", teria a característica de ser uma única política de renda básica, unificando vários programas sociais, como o auxílio emergencial, pago durante a pandemia de COVID-19 e outras situações de calamidade. A proposta previa ainda um aumento no valor dos benefícios pagos pelo Bolsa Família.⁣ Porém, em 15 de setembro do mesmo ano, o presidente Bolsonaro anunciou a desistência da criação do programa, devido à dificuldade em conseguir meios para financiá-lo. Em 28 de setembro de 2020, surge o "Renda Cidadã", que propunha obter os fundos a partir do uso de recursos financeiros usados para pagar precatórios - dívidas do governo após uma decisão judicial - e alocar parte da ampliação da verba do Fundeb para o novo programa.
Em 9 de agosto de 2021, é publicada a MP 1061/21, que entraria em vigor em 90 dias após sua publicação, substituindo o Bolsa Família. Em 20 de outubro de 2021, houve o anúncio do Auxílio Brasil pelo governo federal, prometendo pagamentos mensais de 400 reais até 2022, e um reajuste permanente de 20% comparado ao valor pago pelo Bolsa Família. A MP foi aprovada no Congresso em 25 de novembro de 2021 e em 2 de dezembro de 2021 no Senado. A aprovação da PEC dos precatórios abriu no Orçamento da União de 2022 um espaço fiscal estimado em R$ 106 bilhões para bancar os R$ 400 mensais aos beneficiários do Auxílio Brasil até o fim de 2022.
Os esforços de repor o Bolsa Família foram criticados pela oposição política, que acusaram Bolsonaro de tentar se apropriar do programa social por motivos políticos. Na imprensa, a Folha de S.Paulo, em um editorial, afirma que o novo programa focaliza em estratos da população em que Bolsonaro é menos popular, como "os mais pobres, os nordestinos e os desempregados", mas deixa de lado uma das "virtudes" do Bolsa Família, a de destinar recursos para grandes famílias. O jornal O Globo elogia alguns dos novos auxílios financeiros do programa, mas, ao mesmo tempo, os crítica pela falta de estudos e uma estratégia de longo prazo. Também afirma ser um "oportunismo eleitoral". Em uma pesquisa de opinião feita pela Datafolha, 43% reagiram de forma negativa às mudanças, enquanto 41% reagiram de forma positiva.
Houve um aumento das famílias dependentes do programa desde o seu lançamento. Em abril de 2022, o número de pessoas que recebem o auxílio supera o número de pessoas com carteira assinada em 12 unidades federativas.

### Aumento temporário do auxílio, e auxílios adicionais
Com a PEC 15/2022, também conhecida como "PEC Kamikaze" ou "PEC das Bondades", o valor dos benefícios financeiros foram elevados até o dia 31 de dezembro de 2022, com um adicional temporário de R$ 200,00, além do aumento do Auxílio-gás, e cria o Auxílio caminhoneiro e Auxílio Taxista, ambos com fim em dezembro de 2022. A PEC foi criticada pelos candidatos das eleições de 2022, com preocupações sobre os gastos do próximo ano.
Em pesquisa realizada pela Datafolha entre os dias 27 e 28 de julho, 56% dos eleitores consideram o benefício de R$ 600,00 insuficiente, enquanto 38% o consideram suficiente; 61% dos entrevistados consideraram que a medida tinha como objetivo ganhar votos, com 31% afirmando que a medida procura ajudar quem precisa.

### Empréstimo consignado
Durante o governo Bolsonaro, foi sancionada uma medida provisória que autoriza a concessão de empréstimo consignado aos beneficiários do programa, que ainda precisa ser regulamentada pelo Ministério da Cidadania. De acordo com uma notícia do G1, muito dos brasileiros que iriam pegar o empréstimo consignado iriam pagar por "geladeira, dentadura e aluguel".
A medida foi criticada. Por um lado, criticasse a possibilidade do beneficiado parar de receber o Auxílio Brasil ou receber um valor menor, mas precisar continuar pagar o empréstimo, aumentando as chances de endividamento.⁣ Além disso, várias pessoas e entidades publicaram uma nota pedindo o adiamento do empréstimo consignado aos beneficiários dos programas, como organizações jurídicas, professores, políticos, e influenciadores digitais também criticaram a medida. Após o Tribunal de Contas da União sugerir a suspensão desses empréstimos, a Caixa Econômica Federal congelou novos empréstimos por um dia. Clientes do empréstimo consignado relataram atrasos nos depósitos e encargos adicionais após fechar o negócio.
A concessão dos empréstimos foi suspensa pela Caixa Econômica Federal no dia 12 de janeiro de 2023, após a posse do novo presidente da Caixa Econômica. O governo Lula decidiu por limitar o pagamento dos empréstimos ao valor de 5% do auxílio financeiro, e diminuindo os juros a 2,5% por mês.

## Benefícios e valores
A Caixa anunciou que o programa começaria a ser pago a partir do dia 17 de novembro de 2021, mesmo regulamento adotado pelo Bolsa Família, programa anterior. O valor inicial era de um tíquete que valia em média R$ 224,00 somado a uma medida temporária que dá o restante do valor para que se chegue a R$ 400,00. A oposição do governo Bolsonaro na Câmara de Deputados queria aumentar o valor para R$ 600,00. Na época, o governo federal foi contra a proposta, argumentando que caso o valor aumentasse, o programa se tornaria insustentável e evitar acusações de violação da lei eleitoral.
O valor mínimo para o auxílio financeiro foi elevado para R$ 600,00 após a promulgação da PEC 15/2022, sendo válida até o fim de 2022.
O Auxílio Brasil é composto por 9 benefícios financeiros, com diferentes exigências. Esses benefícios incluem:
- Benefício Primeira Infância
- Benefício Composição Familiar
- Benefício de Superação da Extrema Pobreza
- Auxílio Esporte Escolar
- Bolsa de Iniciação Científica Junior
- Auxílio Inclusão Produtiva Rural
- Auxílio Inclusão Produtiva Urbana
- Benefício Compensatório de Transição